# I Am (альбом Леоны Льюис)
| Оценки критиков         | Оценки критиков |
| Источник                | Оценка          |
| ----------------------- | --------------- |
| AllMusic                | [ 1 ]           |
| Digital Spy             | [ 2 ]           |
| Exclaim!                | 5/10            |
| Idolator                | [ 4 ]           |
| Knoxville News Sentinel | [ 5 ]           |
| London Evening Standard | [ 6 ]           |

I Am — пятый студийный альбом британской певицы Леоны Льюис, выпущенный 11 сентября 2015 года.
Диск дебютировал на позиции № 12 в Великобритании.

## Об альбоме
12 февраля 2015 года Льюис загрузила видео на канал YouTube, в котором показала её запись «Fire Under My Feet». 16 февраля 2015 было загружено ещё одно видео, демонстрирующее запись нескольких других песен для нового альбома.
14 апреля 2015 года Льюис впервые исполнила пять песен с нового альбома: «Fire Under My Feet», «I Am», «I Got You», «Ladders», и «Thank You». Два дня спустя, 16 апреля 2015 года была показана обложка стандартного издания альбома.

## Отзывы
Стивен Томас Эрлевайн, написавший рецензию для AllMusic, дал альбому четыре звезды из пяти, написав: «Льюис использует этот четвёртый альбом, чтобы переопределить свое звучание [бросив] себя в плавный отскок, несколько вдохновленный „правящей“ британской дивой Адель…. Песни [на альбоме] страстные и остроумные […] в результате получились её самые сильные композиции…… и её лучший альбом». Автор Digital Spy Льюис Корнер считает, что «по всем намерениям и целям, I Am — это альбом Леоны о расставании. Тесно сотрудничая с Тоби Гадом, она создала концентрированный альбом с твердым голосом, который позиционирует её как автора песен, которому есть что сказать. Смесь разочарования и решимости Леоны делает её более уязвимой, чем мы слышали её раньше, но в конечном итоге она становится сильнее, чем когда-либо. На этот раз у Леоны другой вид Ex-Factor, и это творит чудеса».
Чак Кэмпбелл из Knoxville News Sentinel отметил, что «Льюис отлично звучит на своем новом альбоме I Am, но релиз всёе ещё остается чем-то вроде разочарования. Проблема в том, что он кажется немного очевидным, а потому немного пустоватым». Он добавил, что «Льюис звучит мужественно, как и всегда, производство четкое, а крючки острые — так что нет необходимости излишне жаловаться. Просто эта сказка о восстании феникса была доведена до смерти, и ее возвращение — лишь квалифицированный триумф». Кэти Яндоли из Idolator написала, что хотя «10-трековое предложение полно прекрасной музыки, было бы неправильно говорить, что I Am полон хитов. И именно здесь голос Леоны становится помехой». Она считает, что «I Am может быть немного несовершенен по дизайну, но в нем всё ещё много моментов „yaaasssss“, достаточно, чтобы заставить вас надеяться, что её следующий тур будет не таким долгим». Менее восторженный автор Джон Эйзлвуд из London Evening Standard считает, что «I Am, несомненно, будет назван новым началом, но он ощущается как завершение. [Это] определенно больше того же самого, и [Льюис] осторожна, как начинающий водитель в день экзамена. Жёсткое, робкое производство заставляет I Am звучать так, как будто он был записан дома, но вокал Льюис всё ещё остается однообразным круизно-корабельным тарифом, и она всё ещё ошибается, принимая крики за эмоции».

## Список композиций
| №   | Название             | Автор(ы)                                      | Продюсеры       | Длительность |
| --- | -------------------- | --------------------------------------------- | --------------- | ------------ |
| 1.  | «Thunder»            | Leona Lewis Toby Gad                          | Gad             | 3:43         |
| 2.  | «Fire Under My Feet» | Lewis Gad                                     | Gad             | 3:35         |
| 3.  | «You Knew Me When»   | Diane Warren                                  | Gad             | 4:02         |
| 4.  | «I Am»               | Lewis Gad Eg White                            | Gad White       | 3:42         |
| 5.  | «Ladders»            | Lewis Wayne Wilkins Anne Preven Kevin Anyaeji | Wilkins Anyaeji | 3:26         |
| 6.  | «The Essence of Me»  | Lewis Gad                                     | Gad             | 3:41         |
| 7.  | «I Got You»          | Lewis Gad                                     | Gad             | 3:01         |
| 8.  | «Power»              | Lewis James Eliot Gad                         | Eliot           | 3:19         |
| 9.  | «Another Love Song»  | Lewis Gad Ben Kohn Tom Barnes Pete Kelleher   | TMS Gad         | 3:26         |
| 10. | «Thank You»          | Lewis Gad Preven                              | Gad             | 3:40         |

| №   | Название                                       | Автор(ы)                           | Продюсеры       | Длительность |
| --- | ---------------------------------------------- | ---------------------------------- | --------------- | ------------ |
| 11. | «Thick Skin»                                   | Lewis Gad                          | Gad             | 2:58         |
| 12. | «The Best and the Worst»                       | Lewis Gad Jonny Coffer Shahid Khan | Naughty Boy Gad | 3:24         |
| 13. | «I Am» (Acoustic)                              | Lewis Gad White                    | Gad             | 3:26         |
| 14. | «Thunder» (Acoustic)                           | Lewis Gad                          | Gad             | 3:17         |
| 15. | «Fire Under My Feet» (United Studios Sessions) | Lewis Gad                          | Gad             | 3:43         |

| №   | Название                           | Автор(ы)  | Длительность |
| --- | ---------------------------------- | --------- | ------------ |
| 16. | «Fire Under My Feet» (Endor Remix) | Lewis Gad |              |

↑  сопродюсер

## Чарты
| Чарт (2015)                       | Высшая позиция |
| --------------------------------- | -------------- |
| Австралия (ARIA)                  | 82             |
| Австрия (Ö3 Austria)              | 34             |
| Бельгия/Фландрия (Ultratop)       | 83             |
| Бельгия/Валлония (Ultratop)       | 44             |
| Германия (Offizielle Top 100)     | 33             |
| Нидерланды (Album Top 100)        | 49             |
| Ирландия (IRMA)                   | 22             |
| Шотландия (Scottish Albums Chart) | 11             |
| Испания (PROMUSICAE)              | 25             |
| Швейцария (Schweizer Hitparade)   | 23             |
| Великобритания (UK Albums Chart)  | 12             |
| США (Billboard 200)               | 38             |

## История релиза
| Страна         | Дата             | Издание         | Формат              | Лейбл   | Ссылки |
| -------------- | ---------------- | --------------- | ------------------- | ------- | ------ |
| Ирландия       | 11 сентября 2015 | Standard deluxe | CD digital download | Island  | [ 23 ] |
| Великобритания | 11 сентября 2015 | Standard deluxe | CD digital download | Island  | [ 24 ] |
| США            | 11 сентября 2015 | Standard deluxe | CD digital download | Def Jam | [ 25 ] |